# Парламентские выборы в Лихтенштейне (2017)

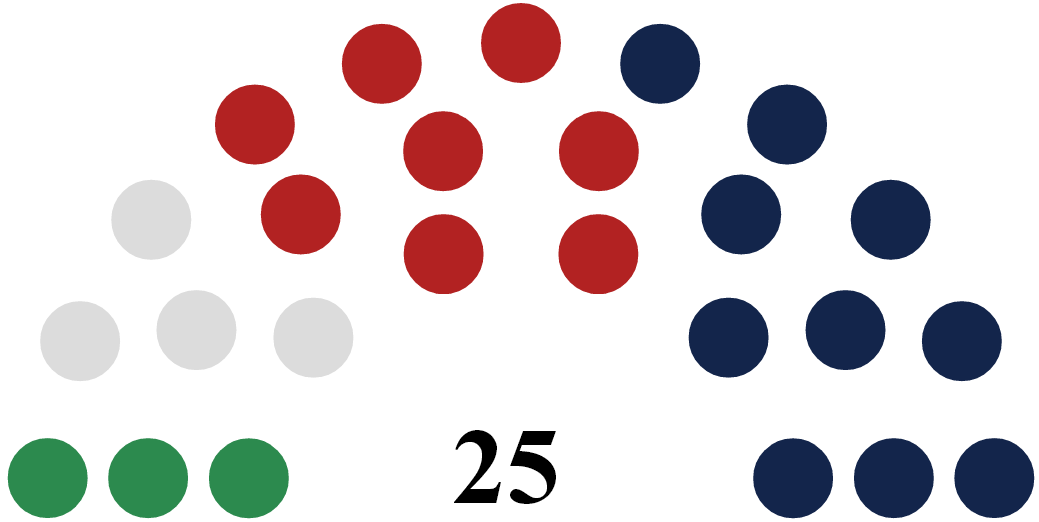
Распределение мест в Ландтаге после выборов 2017 года.

Выборы в Ландтаг Лихтенштейна 2017 года прошли 5 февраля.

## Контекст
На прошлых выборах 2013 года Патриотический союз потерял большинство в парламенте. В результате Прогрессивная гражданская партия стала правящей партией благодаря союзу с новой партией Независимые — за Лихтенштейн.
Впервые в Ландтаге заседают сразу четыре партии, что предполагает наличие протестного голосования против политики жёсткой экономии и, возможно, снижение «партийного» голосования.

## Избирательная система
Выборы проходят по пропорциональной представительской системе, по которой избираются 25 членов Ландтага: 15 — от округа Верхний Лихтенштейн и 10 — от округа Нижний Лихтенштейн. Избиратели в Верхнем Лихтенштейне имеют 15 голосов, а в Нижнем Лихтенштейне — 10, то есть каждый голосующий избирает кандидата на каждое место парламента от избирательного округа. Для того, чтобы войти в Ландтаг, партия должна преодолеть 8 % барьер.
Нижний Лихтенштейн включает 4 общины: Эшен, Гамприн, Маурен, Руггелль и Шелленберг. Верхний Лихтенштейн включает 5 общин: Бальцерс, Планкен, Шан, Тризен, Тризенберг и Вадуц.

## Опросы
| Дата       | Источник | ПГП  | ПС   | Независимые | Свободный список |
| ---------- | -------- | ---- | ---- | ----------- | ---------------- |
| Осень 2015 | FBP      | 31,3 | 34,5 | 21,0        | 13,3             |

## Результаты
| Партия                               | Голоса  | %    | Мест | +/- |
| ------------------------------------ | ------- | ---- | ---- | --- |
| Прогрессивная гражданская партия     | 68 673  | 35,2 | 9    | -1  |
| Патриотический союз                  | 65 742  | 33,7 | 8    | 0   |
| Независимые                          | 35 885  | 18,4 | 5    | +1  |
| Свободный список                     | 24 595  | 12,6 | 3    | 0   |
| Всего                                | 194 895 | 100  | 25   | 0   |
|                                      |         |      |      |     |
| Действительные голоса                | 14 763  | 95,8 |      |     |
| Недействительные голоса              | 645     | 4,2  |      |     |
| Всего                                | 15 408  | 100  |      |     |
| Явка и зарегистрированные избиратели | 19 806  | 77,8 |      |     |
| Источник: Landstagwahlen             |         |      |      |     |